# Tema
Tema là một thành phố Ghana. Thành phố thuộc Accra Mở rộng Ghana. Thành phố cách thủ đô Accra 25 km về phía đông. Dân số ước tính năm 2007 là 161.106 người. Đây là thành phố lớn thứ 6 Ghana, sau thủ đô Accra, Kumasi, Tamale. Thành phố được dân địa phương gọi là "thành phố cảng" vì thành phố có hải cảng lớn nhất quốc gia này. Từ một làng chài, Tema đã phát triển sau khi cảng biển lớn được xây năm 1951. Thành phố có một nhà máy lọc dầu và là một trung tâm công nghiệp chế tạo quan trọng. Thành phố có kết nối đường bộ và đường sắt với thủ đô.

## Khí hậu
Tema có khí hậu bán khô hạn nóng (phân loại khí hậu Köppen BSh). Nhiệt độ trung bình hàng năm thường vượt quá 30 °C.
| Dữ liệu khí hậu của Tema                | Dữ liệu khí hậu của Tema | Dữ liệu khí hậu của Tema | Dữ liệu khí hậu của Tema | Dữ liệu khí hậu của Tema | Dữ liệu khí hậu của Tema | Dữ liệu khí hậu của Tema | Dữ liệu khí hậu của Tema | Dữ liệu khí hậu của Tema | Dữ liệu khí hậu của Tema | Dữ liệu khí hậu của Tema | Dữ liệu khí hậu của Tema | Dữ liệu khí hậu của Tema | Dữ liệu khí hậu của Tema |
| Tháng                                   | 1                        | 2                        | 3                        | 4                        | 5                        | 6                        | 7                        | 8                        | 9                        | 10                       | 11                       | 12                       | Năm                      |
| --------------------------------------- | ------------------------ | ------------------------ | ------------------------ | ------------------------ | ------------------------ | ------------------------ | ------------------------ | ------------------------ | ------------------------ | ------------------------ | ------------------------ | ------------------------ | ------------------------ |
| Trung bình ngày tối đa °C (°F)          | 32 (89)                  | 32 (90)                  | 32 (90)                  | 33 (91)                  | 32 (90)                  | 30 (86)                  | 28 (82)                  | 28 (83)                  | 29 (85)                  | 30 (86)                  | 32 (89)                  | 33 (91)                  | 33 (91)                  |
| Tối thiểu trung bình ngày °C (°F)       | 23 (73)                  | 24 (75)                  | 24 (76)                  | 26 (78)                  | 25 (77)                  | 24 (75)                  | 23 (73)                  | 23 (74)                  | 24 (75)                  | 23 (73)                  | 23 (73)                  | 24 (76)                  | 23 (73)                  |
| Lượng Giáng thủy trung bình mm (inches) | 7.6 (0.3)                | 25 (1.0)                 | 25 (1.0)                 | 130 (5.0)                | 130 (5.0)                | 150 (6.0)                | 76 (3.0)                 | 25 (1.0)                 | 76 (3.0)                 | 76 (3.0)                 | 25 (1.0)                 | 7.6 (0.3)                | 750 (29.6)               |
| Nguồn: Myweather2.com                   |                          |                          |                          |                          |                          |                          |                          |                          |                          |                          |                          |                          |                          |

## Thành phố kết nghĩa
- Greenwich, Vương quốc Anh[3]
- San Diego, California, Hoa Kỳ[4]
- Roanoke, Virginia, Hoa Kỳ
- Columbia, Maryland, Hoa Kỳ